# ソリハシシギ
ソリハシシギ（反嘴鴫、学名：Xenus cinereus (Güldenstädt, 1775) ）は、チドリ目シギ科ソリハシシギ属に分類される鳥類の一種。

## 分布
ユーラシア大陸の高緯度地方で繁殖し、アフリカ大陸から、インド、東南アジア、オーストラリアの沿岸部で冬を越す。
日本で見られる数は多くないが旅鳥として各地に現れる。春は4-5月ごろ北へ渡る途中に渡来し、秋は8-10月ごろ南へ渡る途中渡来する。秋の方が個体数が多い。

## 形態
シギの中では小型で体長22-25cmほどである。翼開長は57-59cm。
体に対して長く、上に反ったくちばしを持つ。くちばしの色は黒で基部は黄褐色。
成鳥夏羽は体上面が灰褐色、下面が白色で胸に灰褐色の斑がある。足は短く橙黄色。冬羽になると胸の斑が無くなって体下面がより白くなり、足の色が淡くなる。次列風切の羽先が白く、飛翔時には白い帯のように見えてよく目立つ。
雌雄同色である。

## 生態

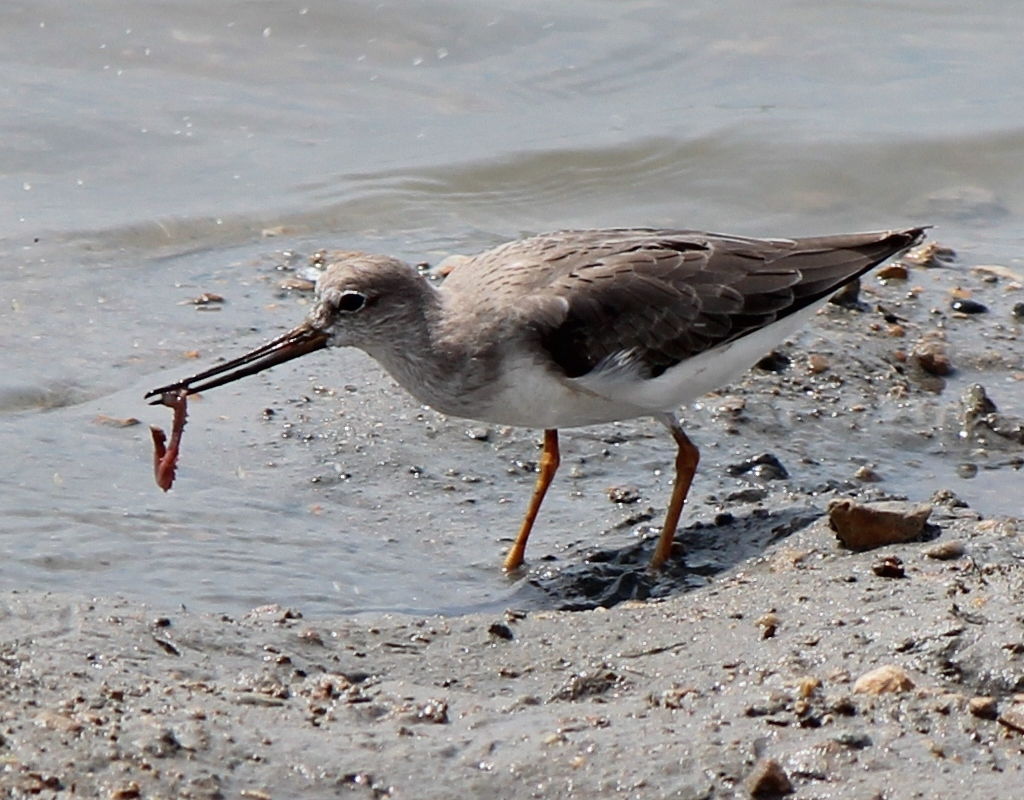
干潟でゴカイを採食中のソリハシシギ

非繁殖期には、主に海岸地方の干潟、浅瀬、砂浜、河口や海岸近くの水田に生息する。内陸部の湿地で見られることはまれである。非繁殖期は、単独か小群で生活する。繁殖期は湿地、草原、ツンドラ地帯などに生息する。
砂泥地を活発に動き回り餌を探し、昆虫や小型の甲殻類を食べる。
繁殖期は5-7月で、地上の窪みに営巣し、普通4卵を産む。抱卵期間は22-24日である。
ピリピリッ、ピーイピーイと口笛のような声で鳴く。